# Pohjois-Pasila

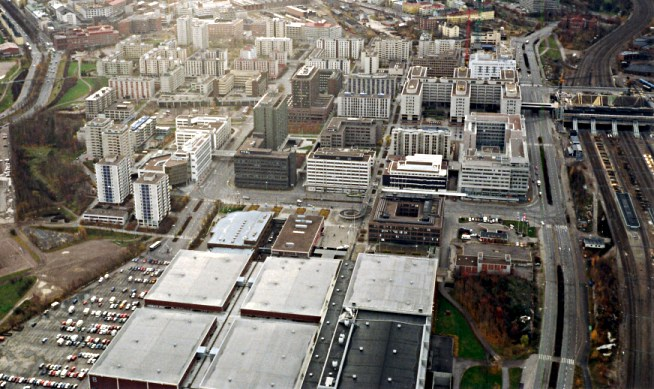
Vue aérienne de Länsi-Pasila

Pohjois-Pasila (en suédois : Västra Böle), est une section du quartier de Pasila  à Helsinki, en Finlande

## Description

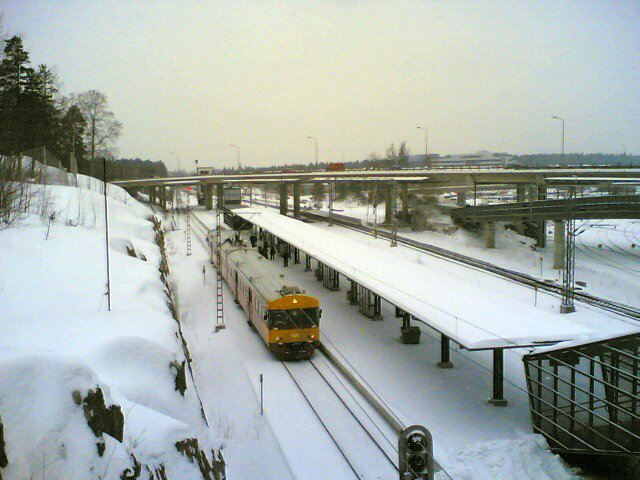
La gare d'Ilmala.

La section de Pohjois-Pasila a une superficie de 2,02 km2, sa population s'élève à 0 habitants(au 1er janvier 2008) et il offre 5 543 emplois (au 31 décembre 2005).
La section n'a pas d'habitant car sa plus grande partie est occupée par la gare d'Ilmala de la ligne ferroviaire Turku-Helsinki.
On trouve aussi le siège de Itella et le dépôt de la filiale Pohjolan Liikenne de VR-Yhtymä Oy.